# Ellerhoop
Ellerhoop település Németországban, Schleswig-Holstein tartományban. Lakosainak száma 1550 fő (2023. december 31.). Ellerhoop Kummerfeld és Borstel-Hohenraden községekkel határos.

## Népesség
A település népességének változása:
| Lakosok száma | 913  | 1437 | 1494 | 1526 | 1539 | 1537 | 1550 |
|               | 1975 | 2014 | 2017 | 2019 | 2021 | 2022 | 2023 |